# Rąbież (Korytnica)
Pour les articles homonymes, voir Rąbież.
Rąbież (prononciation : [ˈrɔmbjɛʂ]) est un village polonais situé dans la gmina de Korytnica dans le powiat de Węgrów et en voïvodie de Mazovie dans le centre-est de la Pologne.
En 2021, le village compte 34 habitants.

## Histoire
De 1975 à 1998, le village appartenait administrativement à la voïvodie de Siedlce.